# عضوية الأكاديمية الروسية للعلوم
الأعضاء الفعليون (الأكاديميون) في الأكاديمة الروسية للعلومРАН  هم أعضاء على أعلى مستوى في الأكاديمية الروسية للعلوم، يمكن الحصول على هذا اللقب لمواطني روسيا الاتحادية اللذين يمتلكون أعمال علمية لها أهمية كبيرة في مختلف المجالات، وفقاً لميثاق الأكاديمية فإن مهمتم الأساسية هي اثراء العلم بانجازات جديدة.

## تراتبية العضوية
بالنسبة لللمواطنين الحاملون للجنسية الروسية فهناك مستويين من العضوية: أكاديمي وعضو مناظر، حتى عام 1991 كان المستوى ين هم مستوى واحد في الأكاديمية العلمية للاتحاد السوفيتي، بالنسبة للمواطنين اللذين لا يحملون الجنسية الروسية فمن الممكن الحصول على لقب عضو أجنبي في الأكاديمة الروسية للعلوم، يعمل معظم الأكاديمين فيРАН في المناصب القيادية للجامعات ومراكز الأبحاث.
يتم انتخاب الأعضاء في الجتماع العام للأكاديمية وعند الحصول على لقب «أكاديمي» فإن هذا اللقب يبقى مدى الحياة، يحق التصويت في الانتخابات فقط للأشخاص المالكين لعضوية الأكاديمية، جرت أخر انتخابات في نوفمبر 2019.
تعتبر عضوية الأكاديمية نوعاً من المكافئة على الانجازات العلمية وتمنح اعترافاً عاماً بالانضمام إلى المجتمع الأكاديمي، كما ويحق للأكاديمين راتب شهري مقداره 100 ألف روبل روسي.